# Þórshöfn
Þórshöfn (wym. [ˈθourʃœpn]) – miejscowość rybacka na północnym wschodzie Islandii w regionie Norðurland eystra i okręgu administracyjnym Norður-Þingeyjarsýsla. Siedziba władz gminy Langanesbyggð oraz sąsiedniej Svalbarðshreppur. Położona jest na zachodnim brzegu półwyspu Langanes, nad zatoką Lónafjörður, stanowiącą część większej zatoki Þistilfjörður. W 2018 zamieszkiwało ją 352 osób.
Historia osady sięga co najmniej 1836 roku, kiedy to Þórshöfn zostało oficjalnym punktem handlowym. Miasto znane jest z połowów małża cyprina islandzka, który serwowany jest w miejscowych restauracjach.
W pobliżu miejscowości znajduje się port lotniczy Þórshöfn z regularnymi połączeniami z Akureyri i Vopnafjörður.
Nazwa miejscowości oznacza port Thora i posiada ten sam źródłosłów co nazwa stolicy Wysp Owczych, Thorshavn (farerskie Tórshavn).

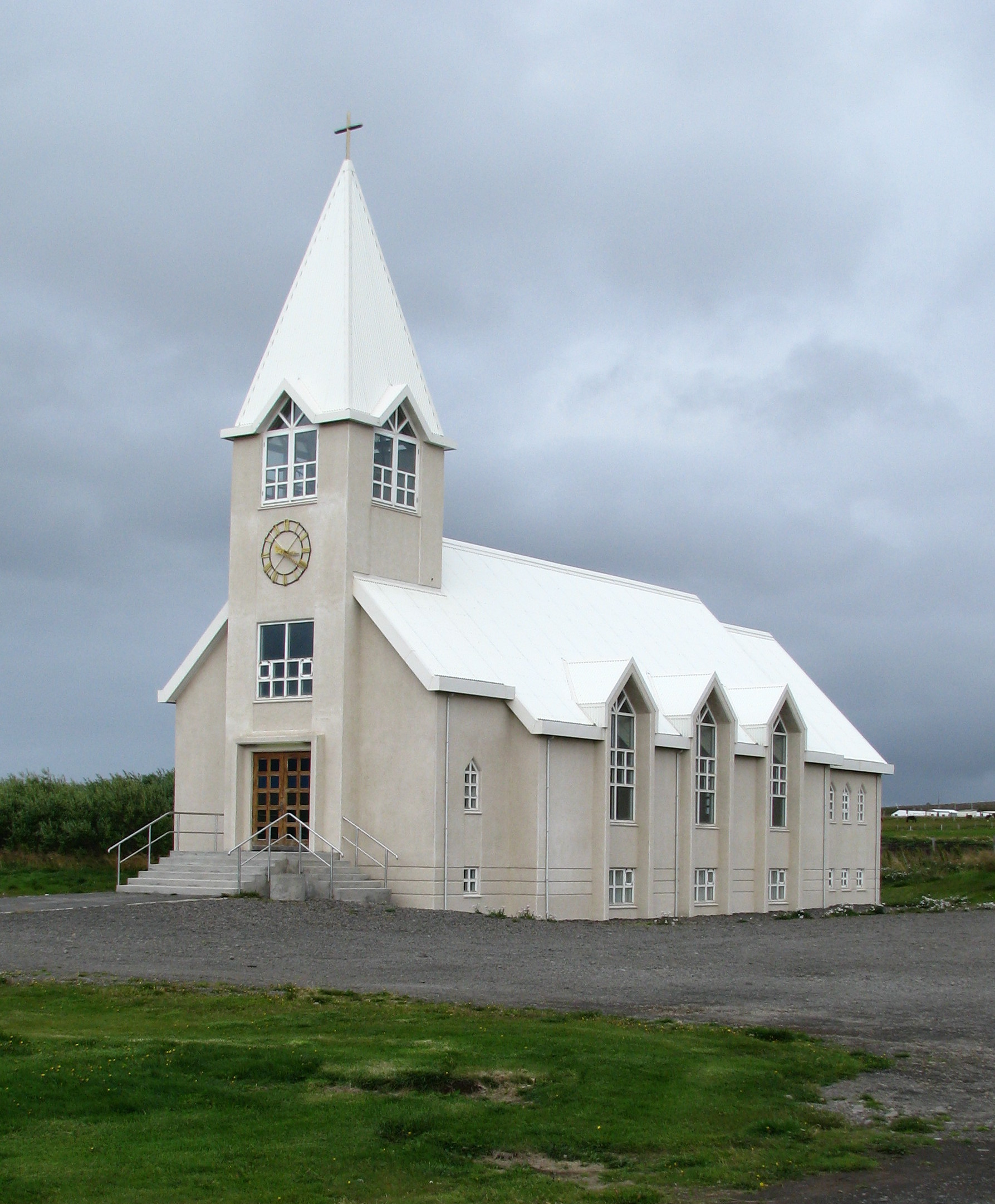
Kościół w Þórshöfn